# Nowopiscowo
Nowopiscowo (ros. Новописцово) – osiedle typu miejskiego w Rosji, w obwodzie iwanowskim, w rejonie wiczugskim. W 2010 liczyło 2748 mieszkańców.